# 吕利 (上萨瓦省)
吕利（法語：Lully，法語發音：[lyli] ⓘ）是法国上萨瓦省的一个市镇，属于托农莱班区。

## 地理
吕利（46°17'0"N, 6°24'56"E）面积4.86 平方千米，位于法国奥弗涅-罗讷-阿尔卑斯大区上萨瓦省，该省份为法国东部省份，历史上为薩伏依的一部分，北与瑞士接壤，西接安省，南至萨瓦省，东与瑞士和意大利接壤。
与吕利接壤的市镇（或旧市镇、城区）包括：邦斯昂沙布莱、佩里涅、锡耶。

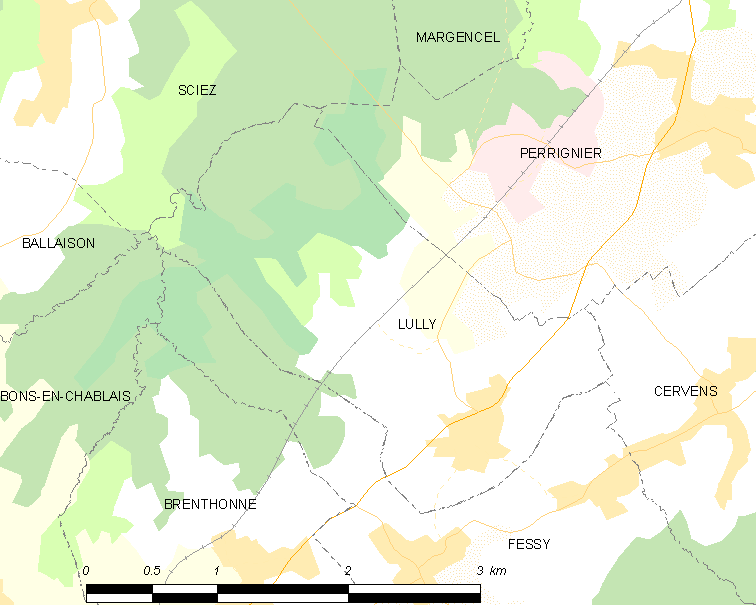
的OSM定位图

吕利的时区为UTC+01:00、UTC+02:00（夏令时）。

## 行政
吕利的邮政编码为74890，INSEE市镇编码为74156。

## 政治
吕利所属的省级选区为锡耶县。

## 人口

1962-2008年间人口变化图示

吕利于2022年1月1日时的人口数量为736人。